# Tiroteos de Lewinston de 2023
El tiroteo en Lewinston de 2023, que se produjo el 25 de octubre, fue un tiroteo masivo en dos lugares de Lewiston, Maine, Estados Unidos. Al menos 15 personas murieron y decenas más resultaron heridas. El Departamento de Policía de Lewiston publicó una fotografía de una persona de interés, mientras se lleva a cabo una búsqueda.

## Tiroteo
Aproximadamente a las 7:15 EDT; la policía, los bomberos y el personal de rescate llegaron a Sparetime Recreation, un restaurante familiar y bolera, después de un informe de un tirador activo. Poco después, se informó de un segundo tiroteo en el restaurante Schemengees Bar & Grille. Se reportaron disparos en un centro de distribución de Walmart en el área, pero no ocurrió ningún tiroteo allí, según la compañía.
La Oficina del Sheriff del condado de Androscoggin y la Policía del Estado de Maine alertaron a los residentes de un tirador activo aproximadamente a las 8:00 p. m. La oficina del sheriff publicó imágenes del tirador usando un «rifle de asalto de alto poder».
El Centro Médico Central de Maine comenzó a coordinarse con los hospitales del área local para recibir a las víctimas. Varias víctimas fueron trasladadas al Centro Médico de Maine, el centro médico más grande del estado; el hospital está cerrado.

## Consecuencias
Se implementó una orden de confinamiento en Lewiston y se cerraron las escuelas. Auburn emitió su propia orden de refugio en el lugar y una orden adicional para que las empresas cierren. El Centro Médico Central Maine en Lewiston declaró que estaba coordinando con los hospitales del área para recibir pacientes en respuesta a «víctimas masivas, y un evento con tiradores en masa».
Las clases en el Central Maine Community College y las escuelas del distrito de Escuelas Públicas de Lewiston se cancelarán el 26 de octubre en respuesta al tiroteo. El Buró Federal de Investigaciones (FBI) y la Agencia de Alcohol, Tabaco, Armas de Fuego y Explosivos (ATF) están brindando asistencia a las autoridades locales.
WMTW, una estación de televisión en Poland, Maine, informó que la Policía Estatal de Maine tendrá una conferencia de prensa a las 10:30 a. m. (EDT).

## Víctimas
Originalmente se informó que al menos 22 personas murieron y entre 50 y 60 personas resultaron heridas, aunque algunas fuentes informaron más tarde que el número de muertos fue de entre 15 y 20 y que 50 personas resultaron heridas. No todos los heridos recibieron disparos; algunos resultaron heridos debido a la estampida.

## Perpetrador
Robert Card, residente desde hace mucho tiempo de Bowdoin, Maine,  fue identificado por la policía el 25 de octubre como una persona de interés,  y fue designado como sospechoso al día siguiente. 
La Oficina del Sheriff del Condado de Androscoggin publicó imágenes de un hombre blanco y un Subaru Outback 2013 blanco vinculados a los tiroteos en un intento de localizar a Card, quien fue descrito como "armado y peligroso".  Fue sargento de primera clase en la Reserva del Ejército de los Estados Unidos y se alistó en diciembre de 2002. Un portavoz del ejército confirmó que Card era miembro de las reservas, pero que no tenía despliegues activos. 
En julio de 2023, los miembros del servicio que estaban entrenando junto a Card en West Point informaron que se estaba comportando de manera errática y solicitaron que las fuerzas del orden intervinieran. Card se había quejado de escuchar voces y amenazó con "disparar" contra una base militar en Saco. La Policía del Estado de Nueva York respondió al informe y lo transportó al Keller Army Community Hospital en la academia, donde fue internado durante dos semanas para una evaluación médica. La cuñada de Card informó a NBC News que había comenzado a escuchar voces en la época en que le colocaron "audífonos de alta potencia". Mencionó que él "estaba captando voces que nunca había escuchado. Su mente los estaba retorciendo de un lado a otro. Se sentía humillado por las cosas que pensaba que se decían". 
NBC News informó que la familia de Card eran "fanáticos de las armas" y "están muy asociados con las milicias de derecha. Es sabido en la ciudad que hay que mantenerse alejado de ellos y no acercarse a ellos". Card ha sido descrito como un "extremista" que "retuiteó a figuras de extrema derecha y sus puntos de vista transfóbicos" y apoyó las "narrativas antitransgénero propagadas por las personalidades de derecha Tucker Carlson y Donald Trump Jr."  
Card fue encontrado muerto por una herida de bala autoinfligida cerca del río Androscoggin en Lisbon, Maine, el 27 de octubre de 2023.

## Reacciones

### Local
El alcalde Carl Sheline dijo que estaba «desconsolado» por Lewiston. El senador Angus King escribió en Twitter que estaba «profundamente triste». El concejal de la ciudad de Lewiston, Robert McCarthy, cuya casa se encuentra a menos de una milla del lugar de uno de los tiroteos, recordó el incidente como «un evento realmente aterrador». Los representantes por Maine en el Congreso de Estados Unidos, Jared Golden y Chellie Pingree, emitieron declaraciones expresando conmoción por los acontecimientos. La gobernadora Janet Mills fue informada sobre los tiroteos e instó a los residentes a seguir las instrucciones de las autoridades. El alcalde de Auburn, Maine, dijo que «resolveremos esta situación».

### Federal
El presidente Joe Biden fue informado sobre el tiroteo mientras ofrecía una cena de estado en la Casa Blanca para el primer ministro de Australia, Anthony Albanese. Se alejó de la cena para reunirse con sus asesores  y llamó a varios legisladores de Maine para ofrecerles apoyo federal total.